# Johannes Martinus Coffeng
Johannes Martinus Coffeng, bekend als Joh. M. Coffeng, (Amsterdam, 8 maart 1887- Amsterdam, 26 maart 1966) was een Nederlands makelaar in effecten.
Hij was zoon van Anna Dina D’Alle en Johannes Martinus Coffeng. Hijzelf was getrouwd met Janna Neumeier.
Zijn bekendheid kreeg hij echter niet van zijn leven bij bankinstellingen, commissies en verenigingsleven en de van daaruit uitgegeven Coffeng's Gids voor niet-officieel genoteerde fondsen ter beurze van Amsterdam (1925). Hij werd bekend vanwege zijn liefhebberij het toneel. Hij was al op middelbare leeftijd toen hij aan het werk ging bij het Toneelmuseum; hij nam toen een al uitgebreide collectie toneelattributen in. Hij nam in 1937 plaats in het bestuur en zou tussen 1950 en 1964 er conservator zijn (wist de collectie-Hartman te redden) en ook enige tijd secretaris van Vereniging Het Toneelmuseum. In die periode werd een steeds weer verhuizend rommelig archief op orde gebracht en hij was mede-initiator om het museum een eigen pand te geven; het werd Herengracht 168, Amsterdam. Coffeng hield van systematiek, want hij wist ook een boekwerk uit te geven: Lexicon van de Nederlandse Tonelisten (Polak & Van Gennep, 1965). Dat boekwerk, bekend als De Coffeng, kreeg eerst in 1984 een opvolger in Acteurs- en kleinkunstenaarslexicon van Piet Hein Honig, dat middels eenzelfde opzet tot stand kwam. 
Als amateur-historicus schreef hij wel voor Ons Amsterdam Amstelodanum. Een geheel andere kant van hem was dat hij in zijn jonge jaren ook amateurbokser was en samen met Piet Toepoel en (journalist) Guus Moussault in 1911 de Nederlandse Boksbond (NBB; hij werd er secretaris van) van de grond kreeg.
Hij ontving diverse eerbetonen. Hij was ridder in de Orde van Oranje-Nassau, kreeg de Zilveren Anjer (1957), erepenning van de stad Amsterdam (1957) en was ook in het bezit van een zilveren plaquette van de Vereniging van Schouwburgdirecteuren (1960).
Hij overleed thuis aan Apollolaan 104 en werd begraven op Zorgvlied.